# Parco nazionale Mols Bjerge
Il parco nazionale Mols Bjerge (in danese Nationalpark Mols Bjerge) è un parco nazionale che si trova nella penisola dello Jutland, in Danimarca. Istituito nel 2009, prende il nome dalle Mols Bjerge (colline di Mols), alture che raggiungono i 137 metri di altitudine.